# پل تومسن
پل تومسن (دانمارکی: Poul Thomsen؛ ‏ ۱۵ فوریهٔ ۱۹۲۲ – ۱۶ دسامبر ۱۹۸۸) بازیگر اهل دانمارک بود.
از فیلم‌ها یا برنامه‌های تلویزیونی که وی در آن نقش داشته‌است، می‌توان به مهمانی اداره، اولسن خلافکار روی خط راه‌آهن، السن خلافکار رفته‌است و اولسن خلافکار قرمز می‌بیند اشاره کرد.